# إد لامب
إد لامب (بالإنجليزية: Ed Lamb)‏ هو لاعب كرة قدم أمريكية أمريكي، ولد في 4 مارس 1974 في Castro Valley, California ‏ في الولايات المتحدة.